# Wet van Snellius

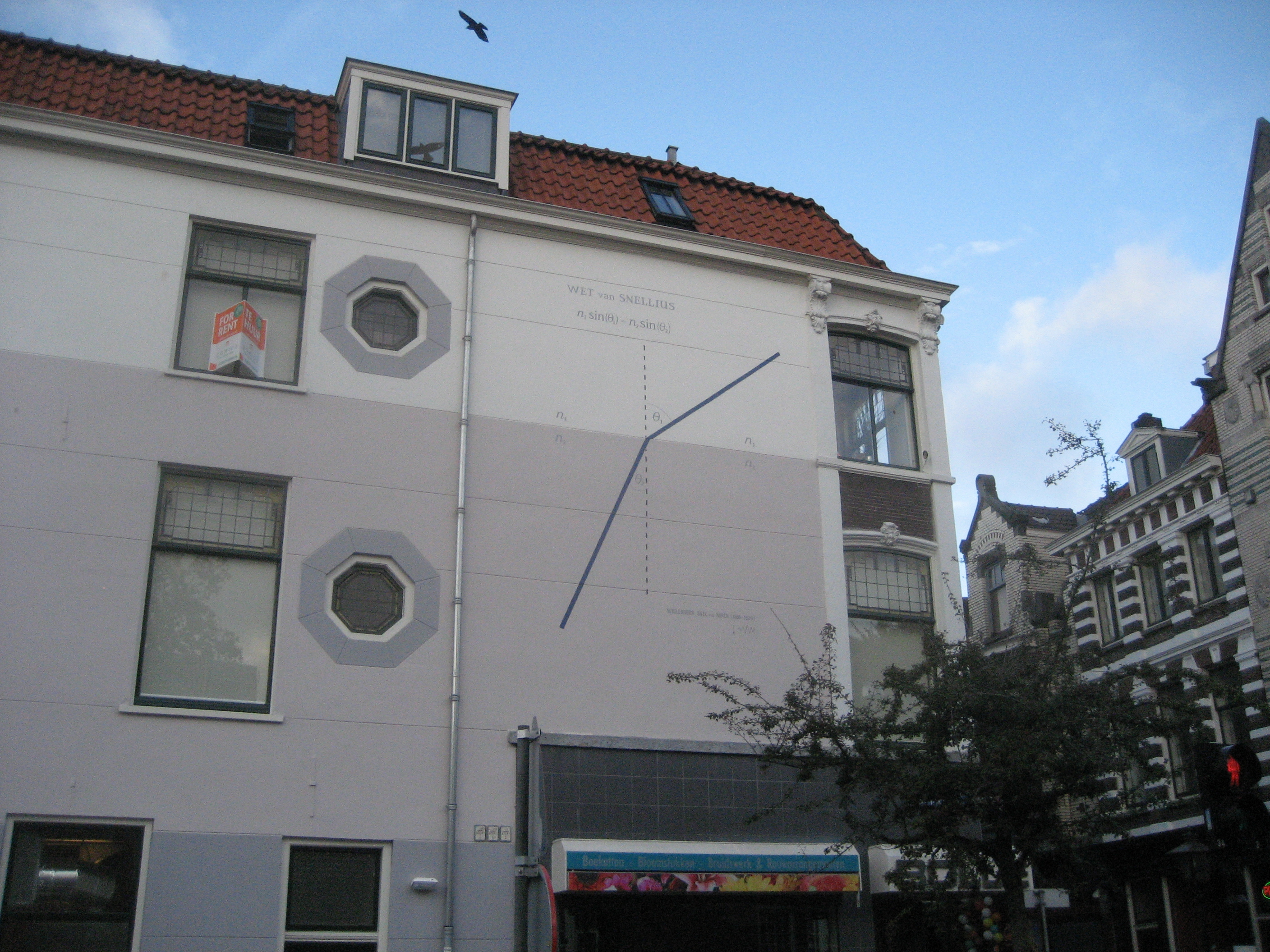
Brekingswet van Snellius afgebeeld op een muur in Leiden

De wet van Snellius of brekingswet is een natuurwet uit de optica die aangeeft hoe lichtstralen gebroken worden op de overgang van het ene medium naar het andere, bijvoorbeeld van lucht naar glas waarin het licht zich met verschillende fasesnelheden voortbeweegt. De wet is genoemd naar de Nederlandse wis- en sterrenkundige Willebrord Snel van Royen (pennaam Snellius). De wet komt al voor in het werk van de Arabische wetenschapper Ibn Sahl.
De brekingsindex van een stof in de wet van Snellius is de verhouding tussen de fasesnelheid van het licht in vacuüm en die in dat medium. Deze wet sluit aan bij het principe van Fermat, dat stelt dat het licht de snelste weg tussen twee punten kiest. Het scheidingsoppervlak tussen twee media waarvan de brekingsindex verschillend is, noemt men een diopter. In bijna alle gevallen waarin lichtbreking plaatsvindt wordt ook een gedeelte van het licht gereflecteerd.

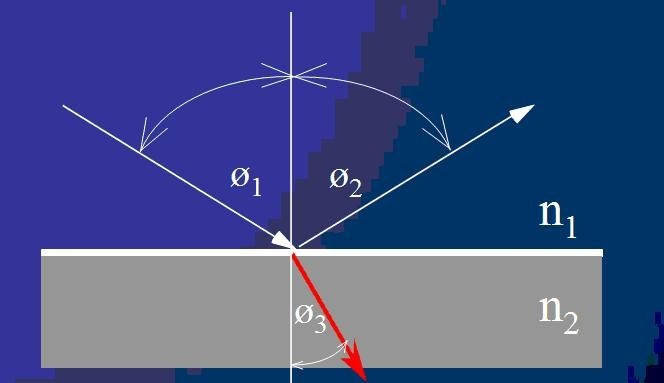
De brekingswet van Snellius :.

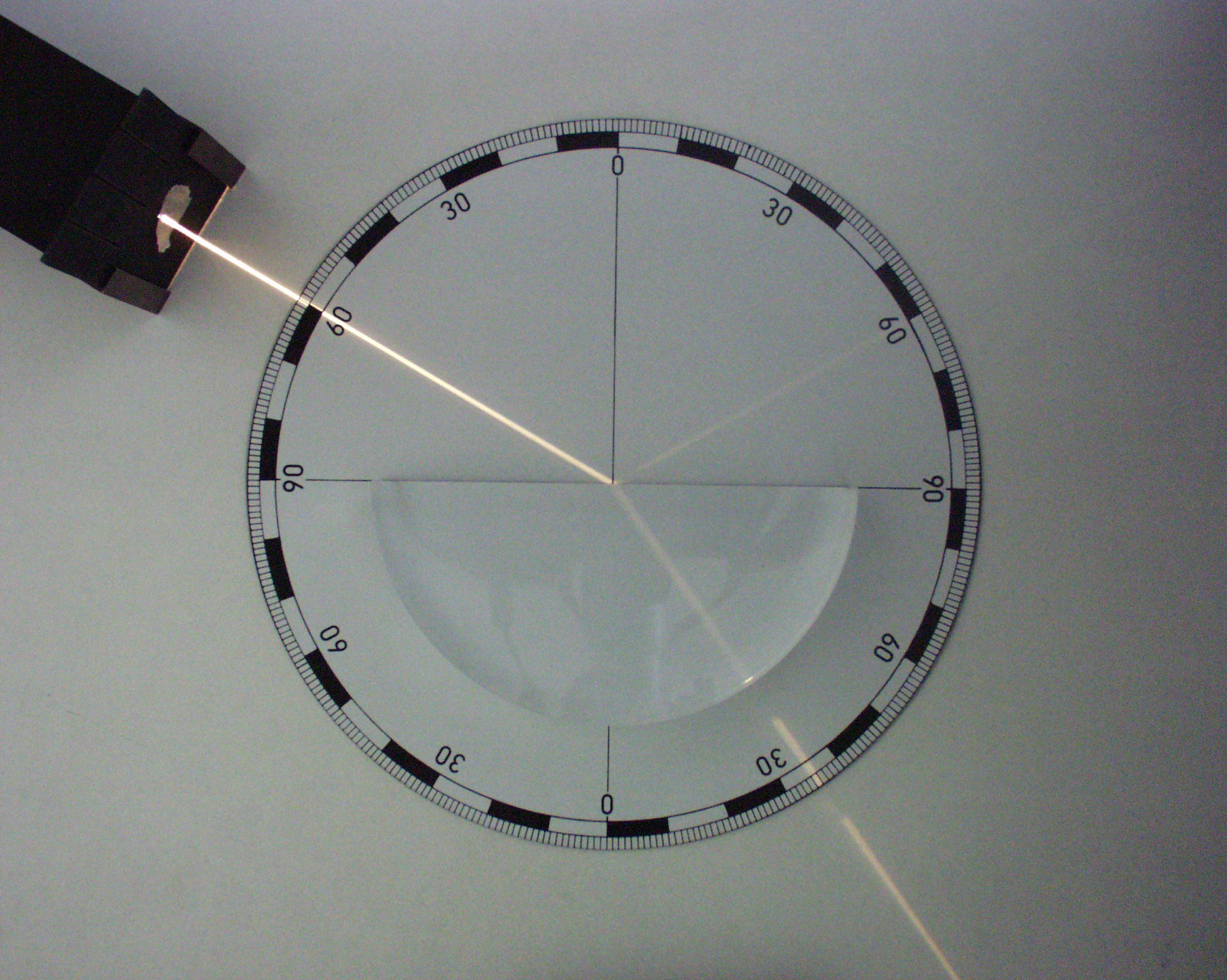
Straalbreking (θ_{1} = 60°)

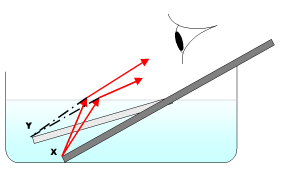
Hoewel het potlood recht is, lijkt het alsof het in het contactvlak water-lucht gebroken is

## Beschrijving
Een lichtstraal valt vanuit een medium met brekingsindex (soms ook wel optische dichtheid genoemd) {\displaystyle n_{1}} onder een hoek {\displaystyle \theta _{1}} met de normaal op het scheidingsvlak in. De lichtstraal breekt in het andere medium met brekingsindex {\displaystyle n_{2}} en heeft een uittreehoek {\displaystyle \theta _{2}}. Er geldt:
{\displaystyle {\frac {\sin \theta _{1}}{\sin \theta _{2}}}={\frac {n_{2}}{n_{1}}}}
De lichtweg is omkeerbaar. De grootst mogelijke hoek is 90 graden in het medium met de laagste brekingsindex. De bijbehorende andere hoek in het medium met de hogere brekingsindex heet de grenshoek. Voor hoeken groter dan de grenshoek treedt totale interne reflectie aan het grensvlak op, de lichtstraal kan het medium met de hogere brekingsindex niet uit. De verhouding van gebroken en gereflecteerd licht wordt gegeven door de fresnelvergelijkingen.
In Franse teksten heet de wet van Snellius (1580–1626) de wet van Descartes, die het optisch principe ook in de zeventiende eeuw vermeldde. Echter, de eigenlijke ontdekker van de wet was mogelijk Ibn Sahl uit Bagdad in 984.

## Afleidingen

### Uitgaande van het principe van de kortste optische weglengte

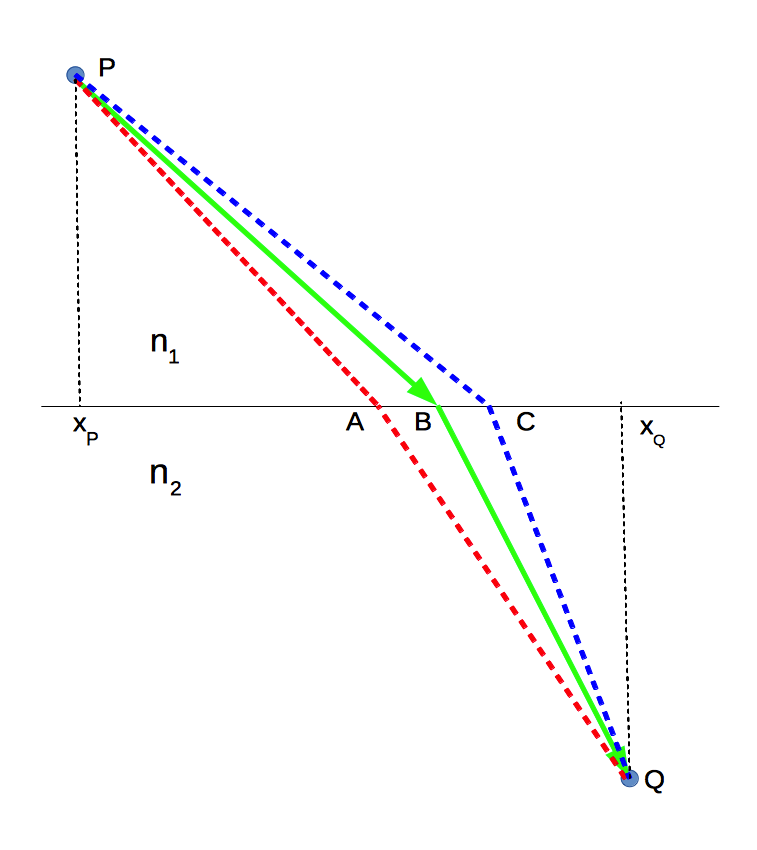
Principe van Fermat

De snelheden in glas en lucht zijn verschillend. Het principe van Fermat stelt dat het licht de snelste route neemt. Uitgaande van dit principe kan afgeleid worden, dat de lichtstraal die van een gegeven punt uitgaat en aankomt in een ander gegeven punt, noodzakelijkerwijs moet voldoen aan de wet van Snellius.
In nevenstaande figuur gaat een lichtstraal (groen) van de bron P naar het punt Q. Het is de weg die de minste tijd vergt. Over het rode en het blauwe pad zou het licht er langer over doen. Zo is voor de rode lijn weliswaar de afstand PA kleiner dan PB, maar de tijdwinst weegt niet op tegen de langere weg van A naar Q.
In de figuur zijn twee media gegeven, bijvoorbeeld lucht boven en glas onder, met een vlak grensvlak loodrecht op de figuur, met brekingsindices {\displaystyle n_{1}} en {\displaystyle n_{2}}. De kortste lichtweg verloopt zeker in het vlak loodrecht op het grensvlak. De snijlijn van beide vlakken is de lijn door {\displaystyle x_{P}} en {\displaystyle x_{Q}}, de projecties van respectievelijk P en Q op het grensvlak. Deze snijlijn fungeert als x-as.
De tijd voor het licht om vanuit P een punt {\displaystyle x} op de x-as te bereiken is:
{\displaystyle t_{1}={\frac {\sqrt {(x-x_{P})^{2}+y_{P}^{2}}}{v_{1}}}}
Analoog is om van {\displaystyle x} in Q te geraken:
{\displaystyle t_{2}={\frac {\sqrt {(x_{Q}-x)^{2}+y_{Q}^{2}}}{v_{2}}}}
Daarin zijn {\displaystyle v_{1}} en {\displaystyle v_{2}} de respectievelijke snelheden in de beide media, {\displaystyle y_{P}} en {\displaystyle y_{Q}} de afstanden van P en Q tot het grensvlak.
De minimaal benodigde tijd om van P naar Q te gaan volgt uit de vergelijking:
{\displaystyle {\frac {\mathrm {d} }{\mathrm {d} x}}(t_{1}+t_{2})=0}
Daaruit volgt:
{\displaystyle {\frac {x-x_{P}}{v_{1}{\sqrt {(x-x_{P})^{2}+y_{P}^{2}}}}}={\frac {x_{Q}-x}{v_{2}{\sqrt {(x_{Q}-x)^{2}+y_{Q}^{2}}}}}}
Dat is anders geschreven:
{\displaystyle {\frac {\sin(\theta _{1})}{v_{1}}}={\frac {\sin(\theta _{2})}{v_{2}}}},
met {\displaystyle \theta _{1}} en {\displaystyle \theta _{2}} de hoeken die de lichtstraal maakt met de normaal op het grensvlak.
Gevolg:
{\displaystyle {\frac {n_{1}}{n_{2}}}={\frac {v_{2}}{v_{1}}}={\frac {\sin(\theta _{2})}{\sin(\theta _{1})}}}
Analogie van zwemmers op het strand

De strategie van 2 renners-zwemmers

De natuurkundige Richard Feynman kwam met de volgende vergelijking. Twee zwemmers moeten zo snel mogelijk een boei in zee bereiken. Iemand die snel op het strand is, maar in het water trager dan zijn concurrent, zal zo veel mogelijk de afstand op het strand afleggen (strategie 2). De zwemmer die het snelst zwemt, maar trager is op het strand, legt zo weinig mogelijk afstand op het strand af (strategie 1).
Bij gegeven snelheden op het strand en in de zee voldoet de snelste baan aan de wet van Snellius.

### Uitgaande van het golfmodel van Huygens

Golffronten uit een puntbron breken in het medium met de hogere brekingsindex volgens de golftheorie van Huygens.

Christiaan Huygens kon de wet afleiden met zijn golftheorie, door aan te tonen dat golven elkaar versterken langs het traject dat door Snellius voorspeld wordt voor een gebroken lichtstraal, maar elkaar overal elders uitdoven.

### Uitgaande van de elektromagnetische veldtheorie
Hendrik Antoon Lorentz versterkte in 1875 de hypothese dat licht een elektromagnetisch golfverschijnsel is door de elektromagnetische wetten van Maxwell op te lossen aan een grensvlak tussen twee optische media met verschillende waarden voor de magnetische permeabiliteit en de diëlektrische permittiviteit. Deze fysische grootheden bepalen de verschillen in voortplantingssnelheid van het licht in die media, alsmede het verband tussen invals- en brekingshoeken aan het grensvlak zoals voorspeld door Snellius. <In dit artikel wordt verondersteld dat de permeabiliteit μ in beide stoffen gelijk is aan die voor vacuüm, μ0. Bij benadering is dit juist voor de meeste diëlektrische materialen.>

## Toepassingen

### Zonshoogte
Een toepassing van de brekingswet van Snellius is het feit dat men de zon altijd in een hogere stand ziet dan zijn werkelijke positie. Daardoor kan men bij zonsondergang de zon langer zien. Dit is als volgt te verklaren. De atmosfeer is in feite geen homogeen medium: het aantal moleculen per volume-eenheid daalt als de hoogte toeneemt. Men kan aantonen dat de brekingsindex toeneemt met het aantal moleculen per volume-eenheid, dus op grotere hoogte heeft men een kleinere brekingsindex. Het gevolg daarvan is dat de zonnestralen gekromd zijn naar de laag toe met de hoogste waarde van {\displaystyle n}. Men kan de kromming van de zonnestralen ook vinden door de atmosfeer in te delen in opeenvolgende homogene luchtlagen, dan de wet van Snellius toe te passen op ieder di-opter tussen twee opeenvolgende lagen.

### Geluid onder water
Een andere toepassing van Snellius' wet is bij akoestische metingen onder water (zie hydrografie). Licht of elektromagnetische golven dringen maar zeer slecht door in het water, vandaar de keuze voor geluid. Een gemiddelde geluidssnelheid van ongeveer 1500 m/s varieert om en nabij 6% als gevolg van variaties van temperatuur en zoutgehalte (30-35 g/l). (Bij 20 oC is de geluidssnelheid in (zee)water 1,48(1,51) km/s en de dichtheid 0,998(1,024) kg/l.) Als er veel regen valt, dan stroomt er veel zoet water in zee en zal de geluidsnelheid onderaan het zeeoppervlak iets lager zijn dan bij droog weer. Daarna treedt al gauw weer menging op. Dieper treedt een zekere horizontale gelaagdheid op van lagen met min of meer gelijke geluidsnelheid. Als een geluidsignaal schuin door deze waterlagen loopt, treedt er breking op volgens de wet van Snellius. Om afstanden tot de (zee)bodem, kabels/leidingen, scheepswrakken en ook hoeken juist te schatten, dienen de sonarmetingen hiervoor gecorrigeerd te worden.

### Weerkaatsing van radiogolven in de atmosfeer
De atmosfeer bestaat uit een aantal lagen, waarvan er enkele geïoniseerd zijn (de ionosfeer vanaf 60 km), dat wil zeggen veel geladen deeltjes bevatten. Daar deze geladen deeltjes zich gemakkelijk kunnen verplaatsen, is zo een laag enigszins geleidend. Daardoor kunnen radiogolven in bepaalde frequentiebereiken er geheel of gedeeltelijk door gereflecteerd worden. Doordat deze geïoniseerde lagen min of meer bolvormig zijn en men vanaf het aardoppervlak tegen de binnenzijde aankijkt, werken zij als een holle spiegel. Dit leidt ertoe dat bijvoorbeeld kortegolfzenders (ca. 3 MHz tot ca. 30 MHz) over veel grotere afstanden zijn te ontvangen dan bijvoorbeeld middengolfzenders (ca. 1 MHz) of FM-zenders (ca. 80 MHz tot ca. 100 MHz). Zo kunnen onder gunstige omstandigheden bepaalde regionale zenders in bijvoorbeeld Noord-Amerika of het Verre Oosten soms ook in Europa worden ontvangen.

### Refractie van zeegolven

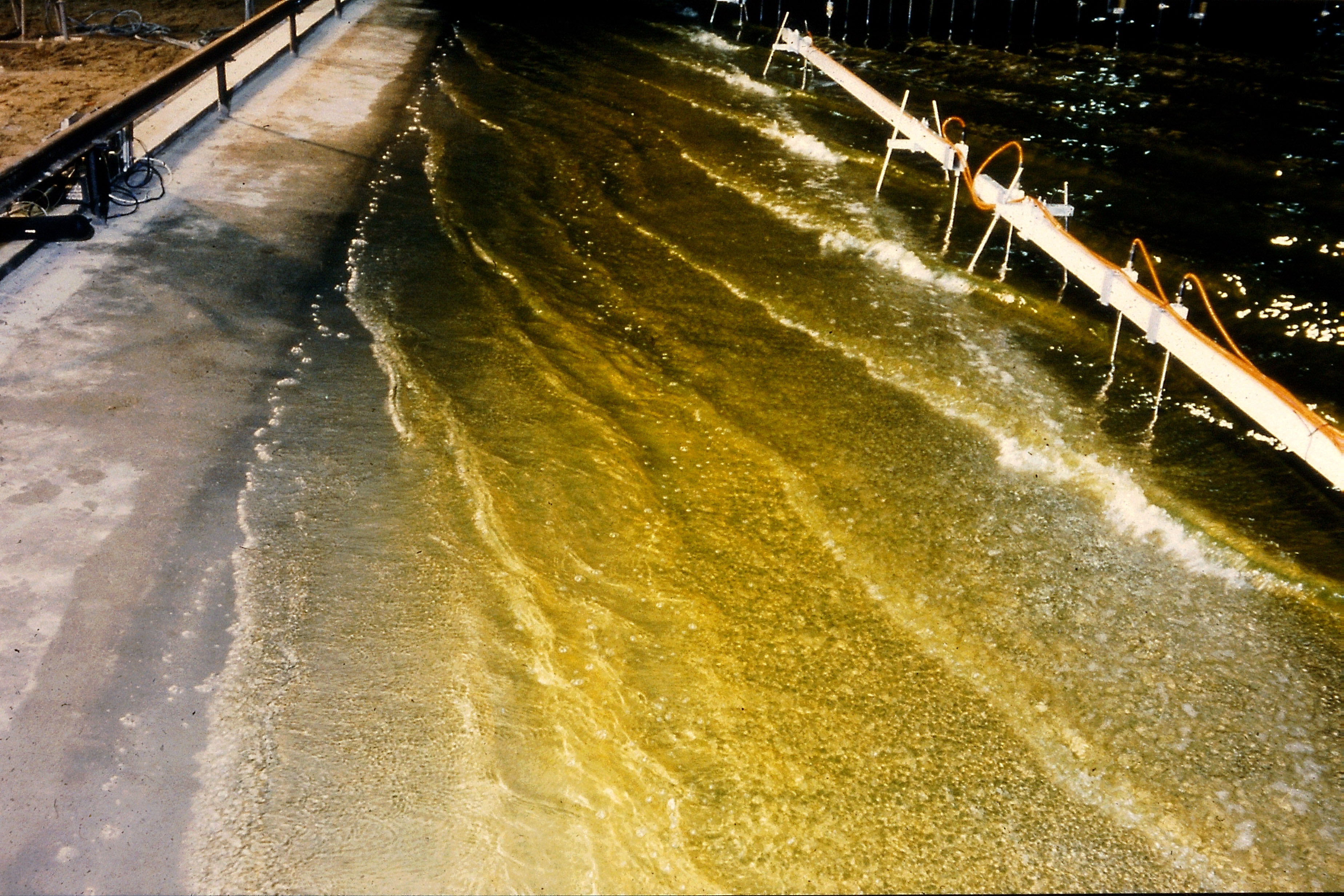
Refractie van zeegolven (in een schaalmodel)

Als zeegolven in ondiep water komen, zal de voortplantingssnelheid verminderen. Omdat bij scheef invallende golven een deel van de golf in ondieper water is dan een ander deel, krijgen verschillende delen van de golfkam een andere snelheid en zal de zeegolf gaan draaien. Door deze refractie van zeegolven zullen ze over het algemeen in ondieper water meer loodrecht op de kust gaan invallen.

## Nieuwe materialen
Er zijn nieuwe optische materialen ontwikkeld met een negatieve brekingsindex: meta-materialen.

## Berekening straalbuiging geluid onder water
Aan de grenslaag tussen twee waterlagen met verschillende brekingsindices, dus verschillende geluidsnelheden, zal volgens de wet van Snellius breking optreden. De weg van het geluidsignaal is daardoor niet recht maar (af)gebogen.

### Voorbeeld
Stel de waterdiepte is 1000 m en denk deze diepte opgebouwd uit 1000 lagen van elk 1 meter dik. De snelheid in de onderste laag (waterdruk 100 bar) is 1550 m/s en neemt per laag af met 0,1 m/s. De geluidsnelheid in de bovenste laag is dan 1450 m/s. Op de bodem bevindt zich een geluidsbron die onder een hoek van 45 graden een puls uitzendt. Deze geluidspuls bereikt het wateroppervlak in het punt O.
Hier geldt dan: {\displaystyle v_{1}=1550\,{\text{m/s}},\,v_{2}=1549{,}9\,{\text{m/s}},\ldots ,v_{1000}=1450\,{\text{m/s}}}
Met {\displaystyle \theta _{1}=45^{\circ }} volgt uit:
{\displaystyle {\frac {\sin(\theta _{1})}{v_{1}}}={\frac {\sin(\theta _{2})}{v_{2}}}={\text{constant}}}
dat
{\displaystyle \theta _{2}=44{,}9963^{\circ }} en analoog {\displaystyle \theta _{1000}=41{,}4134^{\circ }}
Men berekent de weg die de geluidspuls in de diverse lagen aflegt als volgt.
{\displaystyle L_{n}={\frac {1}{\cos(\theta _{i})}},\,n=1,\ldots ,1000}
en voor de totale lengte
{\displaystyle L=1371{,}721\,{\text{m}}}
De horizontale projectie {\displaystyle x} van de afgelegde weg per laag volgt uit
{\displaystyle x_{n}=\tan \theta _{n}}
Voor de totale horizontale afstand {\displaystyle X} tussen Z en O volgt {\displaystyle X=939{,}223\,{\text{m}}}
Vervolgens is de totale looptijd van de geluidspuls te berekenen door
{\displaystyle t_{n}={\frac {L_{n}}{v_{n}}}},
zodat de totale looptijd {\displaystyle Z_{\text{tot}}=0{,}9148275\,{\text{sec}}}
Met de volgende formules voor de looptijd {\displaystyle T} volgt:
{\displaystyle T={\frac {1}{g}}\ln \left(0{,}5\cdot {\frac {\theta _{1}}{0{,}5\theta _{1000}}}\right)}
Voor de kromtestraal van het traject geldt:
{\displaystyle R={\frac {1}{ag}}}
met
{\displaystyle g} de geluidsnelheidsgradiënt (veranderingen met de diepte per seconde)
{\displaystyle a} de straalbuigingsconstante
De horizontale afstand is
{\displaystyle X=R(\cos \theta _{1000}-\cos \theta _{1})},
Uit de brekingswet van Snellius volgt:
{\displaystyle a=0{,}00045620\,{\text{s/mg}}},
zodat
{\displaystyle T=0{,}9148180\,{\text{s}}}
{\displaystyle R=21920\,{\text{m}}}
{\displaystyle X=939{,}3\,{\text{m}}}
De werkelijk gemeten looptijd van de puls was 0,9148275 s, dus goed overeenkomend met de berekende waarde.
Fouten ten gevolge van straalbuiging zijn vaak te verwaarlozen, zoals in dit voorbeeld, maar er zijn wel degelijk omstandigheden waar met dit probleem rekening gehouden moet worden, zoals bij padloders (multibeam echo sounders) in water van enige diepte met een grote snelheidsgradiënt.
Ook landmeters kennen dit probleem in de atmosfeer. De precieze grootte van de zogenaamde refractie is moeilijk te bepalen: de onzekerheid door lichtbreking (systematische fout) stijgt kwadratisch met hoogte?verschil, net als de afstandsfout door de aardkromming.